# Escola Picolino de Artes do Circo
Decoração com referência ao Circo Picolino no Circuito Batatinha do Carnaval de Salvador de 2005
A Escola Picolino de Artes do Circo é uma escola brasileira de circo que funciona em Salvador, Bahia. A organização não governamental (ONG) sem fins lucrativos foi fundada em setembro de 1985 pelos artistas Anselmo Serrat e Verônica Tamaoki e recebeu o nome em homenagem a Roger Avanzi, o Palhaço Picolino, fundador da primeira escola de circo do Brasil. A escola foi a primeira no país a ser fundada por artistas que não pertenciam a nenhuma família tradicional circense. Possui atividades voltadas para alunos pagantes, mas também para a população pobre.
Em 2007, recebeu a ordem honorífica brasileira Ordem do Mérito Cultural em função do conjunto da obra do Picolino. Em 2008, a escola recebeu apoio do projeto Criança Esperança.
No período de seis meses iniciado em outubro de 2016, a escola integra o colegiado responsável pela gestão compartilhada do Circo Picolino, em Pituaçu, ao lado de outras dez instituições: Grupo Arte Consciente, de Saramandaia; Bagunçaço; Centro de Formação em Artes, da Fundação Cultural do Estado da Bahia (FUNCEB); CIPÓ - Comunicação Interativa; Centro de Referência Integral de Adolescentes (CRIA); Escola Olodum; Ilê Aiyê; Pé de Moleque; Projeto Axé e Programa Conexão Vida.
As obras da orla de Pituaçu iniciadas em 2023 ilharam o circo e, em meio à expectativa de ser removido do local que ocupou por mais de duas décadas, foi preparado o espetáculo circense "Vida, Morte e Renascimento. 38 anos de produção e formação circense" para apresentações em dezembro de 2023.